# تلماخوس ۱۵۹۱۳
سیارک ۱۵۹۱۳ (به انگلیسی: 15913 Telemachus، نامگذاری:1997TZ27) پانزده هزار و نهصد و سیزدهمین سیارک کشف شده‌است که در ۱ اکتبر ۱۹۹۷ کشف شد.
قدر مطلق سیارک برابر ۱۲٫۲۰ است.